# David Jelínek
David Jelinek (Brno, 7 de setembre de 1990) és un jugador de bàsquet txec. Mesura 1,95 metres, i juga en la posició d'escorta.

## Biografia
David Jelinek és un "killer", i si té opció d'aixecar-se per anotar no ho dubta en cap moment. Bones condicions físiques que li permeten ser un jugador molt dinàmic, que acaba molt bé els contraatacs, i que divideix amb facilitat per anotar o assistir. El seu major avantatge és la seva capacitat per llegir el joc, amb gran habilitat per als passes. Sap lluitar amb totes les situacions immediates que se li puguin plantejar en la pista. Encara ha de madurar en el seu joc en el qual combina minuts on sembla omnipresent, amb algunes llacunes en les quals sembla absentar-se del joc, i en les quals millorar en el tret des de 6,25. Està molt ben desenvolupat per a la seva edat i és que els seus gens li han donat un cop de mà: el seu pare, Josef Jelinek, és una llegenda del bàsquet txec i el màxim anotador històric a Txecoslovàquia amb 11.526 punts.

## Trajectòria
Va ser el màxim anotador de l'Europeu B amb la selecció txeca júnior el 2007. En la seva última temporada en la lliga txeca (Mattoni NBL) amb el Bbk Brno, que va iniciar amb 15 anys, va aconseguir 6,10 punts (52% de dos, 14% de tres i 63% de tirs lliures), 1,80 rebots, 1,10 assistències en 17 minuts i mig de joc en els 24 partits jugats. Va arribar a Catalunya per jugar en l'equip júnior de la Penya.
Va ser el jugador verd-i-negre més destacat el 2008 del torneig júnior de l'Hospitalet. En el campionat d'Espanya, el Joventut va quedar a 5a posició i l'aportació del txec va ser de 13,40 punts (44% de dos, 38% de tres i 77% de tirs lliures), 3,40 rebots, 1,60 assistències, 2,80 recuperacions i 11,20 de valoració en 21 minuts i mig de joc en els 5 partits jugats. Un punt per sobre dels altres, pot ser que el vegem aviat en el primer equip
El 2008 va disputar 28 partits amb el CB Prat ha amitjanat 5,5 punts i 2,1 rebots en 17,9 minuts de joc en el seu debut en l'Adecco LEB Plata (acabant molt bé, en la línia de l'equip) mentre que en la Fase Final del Circuit Sub'20 ha estat el desè màxim anotador amb 13,33 punts per partit.
L'onze d'agost de 2014 es va fer oficial el seu fitxatge pel Krasnye Krylia Samara, de Rússia, després d'haver jugat una temporada i mitja al Caja Laboral.
El juliol de 2016 va fitxar pel Morabanc Andorra per la temporada 2016-2017.

## Clubs
- 2006-2008: BBK Brno,  Txèquia (ALK)
- 2008-2010: CB Prat,  Catalunya (LEB Plata)
- 2009-2012: Club Joventut de Badalona,  Catalunya (ACB)
- 2012-2013: Olin Edirne,  Turquia (TBL)[4]
- 2013-2014: Caja Laboral,  Espanya (ACB, Euroleague)[5]
- 2014-2015: Krasnye Krylia Samara,  Rússia (VTB United League)
- 2015-2016: Anwil Włocławek  Polònia (Lliga polonesa de bàsquet)
- 2016-2017: Morabanc Andorra  Andorra (ACB)